# Quốc ca Cộng hòa Mordovia
Quốc ca Cộng hòa Mordovia, còn được gọi là Kính chào, Mordovia! (tiếng Moksha/tiếng Erzya: Шумбрат, Мордовия!; tiếng Nga: Радуйся, Мордовия!) là quốc ca của Cộng hòa Mordovia. Nó được sáng tác bởi N. Koshelieva với lời của S. Kinyakin. Lời bài hát của bài quốc ca này được sáng tác bằng ba ngôn ngữ chính thức của Mordovia, đó là tiếng Moksha (đoạn đầu tiên và một phần của điệp khúc), tiếng Erzya (đoạn thứ hai và phần còn lại của điệp khúc) và tiếng Nga (đoạn thứ ba). Điệp khúc của bài quốc ca là sự pha trộn giữa các ngôn ngữ Moksha và Erzya mà tiếng Moksha chiếm nhiều hơn ở phần điệp khúc.

## Lời
| Lời (Ký tự Cyrill) | Chuyển tự | Dịch sang tiếng Việt |
| Đoạn 1 (tiếng Moksha) | Đoạn 1 (tiếng Moksha) | Đoạn 1 (tiếng Moksha) |
| --- | --- | --- |
| Ши валда, Мордовия, седистот сай, Ши валда, Мордовия, сельмосот палы, юрнай, Россиять мяшться мокшень сияста сюлгам, Россиять карксэземса эрзянь зырняста пулай. | Ši valda, Mordovija, siedistot saj, Ši valda, Mordovija, sieľmosot paly, jurnaj, Rossijať miašťsia mokšień sijasta siulgam, Rossijať karkseziemsa erziań zyrniasta pulaj. | Ngày sáng rực, Mordovia, hậu duệ từ trong tim, Ngày sáng rực, Mordovia, tỏa sáng, rạng ngời trong mắt, Ngôi sao của người Moksha lấp lánh trên ngực nước Nga, Nước Nga được tin tưởng với bình minh của người Erzya.                                                                                                   |
| Điệp khúc (tiếng Moksha và tiếng Erzya) | | |
| Шумбрат! Шумбрат, Мордовия! Гайняк! Гайняк, Мордовия! Кельгома краеньке — най панжи маеньке, Мокшэрзянь шачема-касома край! Шумбрат! Шумбрат, Мордовия! Морак! Морак, Мордовия! Павазу эряфсь катк тонь эрь кудозт сувай! Ульхть шумбра, ульхть шумбра, Кода сонць Сияжарсь, ульхть шумбра! | Šumbrat! Šumbrat, Mordovija! Gajniak! Gajniak, Mordovija! Kieľgoma krajeńkie — naj panži majeńkie, Mokšerziań šačiema-kasoma kraj! Šumbrat! Šumbrat, Mordovija! Morak! Morak, Mordovija! Pavazu eriafś katk toń eŕ kudozt suvaj! Uľhť šumbra, uľhť šumbra, Koda sonć Sijažarś, uľhť šumbra! | Kính chào! Kính chào, Mordovia! Quầng trăng! Quầng trăng, Mordovia! Vùng đất yêu dấu - như tháng năm hưng thịnh, Quê hương của người Moksha và Erzya! Kính chào! Kính chào, Mordovia! Hát! Hát, Mordovia! Hãy để cuộc sống hạnh phúc đi vào quê hương của Người! Mạnh mẽ, mạnh mẽ, Như mặt trời tỏa sáng, hãy mạnh mẽ! |
| Đoạn 2 (tiếng Erzya) | | |
| Тон ютыть, Мордовия, стака кить-янт, Тон молить, Мордовия, витьстэ, верьга кандыть прят. Вий макснесть келей Мокшась ды бойка Сурась, Секс течис тон седейс ды оймес — прок ванькс лисьмапрят.                                                                                              | Ton jutyť, Mordovija, staka kiť-jant, Ton molit, Mordovija, viťste, vieŕga kandyť priat. Vij maksniesť kieliej Mokšaś dy bojka Suraś, Sieks tiečis ton siediejs dy ojmies — prok vańks liśmapriat.                                                                                          | Người đã đi, Mordovia, trên một con đường khó khăn, Người đã đi, Mordovia, đi thẳng với cái đầu tự hào của Người. Người Moksha uyên bác và người Sura nhanh nhẹn ban cho Người sức mạnh, Do đó trái tim và tâm hồn Người vẫn như một mùa xuân thuần khiết.                                                             |
| Điệp khúc (tiếng Moksha và tiếng Erzya) | | |
| Шумбрат! Шумбрат, Мордовия! Гайняк! Гайняк, Мордовия! Кельгома краеньке — най панжи маеньке, Мокшэрзянь шачема-касома край! Шумбрат! Шумбрат, Мордовия! Морак! Морак, Мордовия! Павазу эряфсь катк тонь эрь кудозт сувай! Ульхть шумбра, ульхть шумбра, Кода сонць Сияжарсь, ульхть шумбра! | Šumbrat! Šumbrat, Mordovija! Gajniak! Gajniak, Mordovija! Kieľgoma krajeńkie — naj panži majeńkie, Mokšerziań šačiema-kasoma kraj! Šumbrat! Šumbrat, Mordovija! Morak! Morak, Mordovija! Pavazu eriafś katk toń eŕ kudozt suvaj! Uľhť šumbra, uľhť šumbra, Koda sonć Sijažarś, uľhť šumbra! | Kính chào! Kính chào, Mordovia! Quầng trăng! Quầng trăng, Mordovia! Vùng đất yêu dấu - như tháng năm hưng thịnh, Quê hương của người Moksha và Erzya! Kính chào! Kính chào, Mordovia! Hát! Hát, Mordovia! Hãy để cuộc sống hạnh phúc đi vào quê hương của Người! Mạnh mẽ, mạnh mẽ, Như mặt trời tỏa sáng, hãy mạnh mẽ! |
| Đoạn 3 (tiếng Nga) | | |
| Ты трудной дорогой, Мордовия, шла, России держалась и голову гордо несла. Давали силы вольные Мокша, Сура, Ты духом была и осталась сильна и добра. | Ty trudnoj dorogoj, Mordovija, šla, Rossii deržalaś i golovu gordo niesla. Davali sily voľnyje Mokša, Sura, Ty duhom byla i ostalaś siľna i dobra. | Người đã đi, Mordovia, trên một con đường khó khăn, Người luôn ở bên nước Nga và tự hào. Những người Moksha và Sura tự do ban cho Người sức mạnh, Người bảo vệ những trái tim và linh hồn tốt bụng. |
| Điệp khúc (tiếng Moksha và tiếng Erzya) | | |
| Шумбрат! Шумбрат, Мордовия! Гайняк! Гайняк, Мордовия! Кельгома краеньке — най панжи маеньке, Мокшэрзянь шачема-касома край! Шумбрат! Шумбрат, Мордовия! Морак! Морак, Мордовия! Павазу эряфсь катк тонь эрь кудозт сувай! Ульхть шумбра, ульхть шумбра, Кода сонць Сияжарсь, ульхть шумбра! | Šumbrat! Šumbrat, Mordovija! Gajniak! Gajniak, Mordovija! Kieľgoma krajeńkie — naj panži majeńkie, Mokšerziań šačiema-kasoma kraj! Šumbrat! Šumbrat, Mordovija! Morak! Morak, Mordovija! Pavazu eriafś katk toń eŕ kudozt suvaj! Uľhť šumbra, uľhť šumbra, Koda sonć Sijažarś, uľhť šumbra! | Kính chào! Kính chào, Mordovia! Quầng trăng! Quầng trăng, Mordovia! Vùng đất yêu dấu - như tháng năm hưng thịnh, Quê hương của người Moksha và Erzya! Kính chào! Kính chào, Mordovia! Hát! Hát, Mordovia! Hãy để cuộc sống hạnh phúc đi vào quê hương của Người! Mạnh mẽ, mạnh mẽ, Như mặt trời tỏa sáng, hãy mạnh mẽ! |